# Pristimantis scitulus
Pristimantis scitulus es una especie de anfibio anuro de la familia Craugastoridae.

## Distribución
Esta especie es endémica de la provincia de Lucanas en la región de Ayacucho en Perú. Habita en Yuraccyaco a una altitud de 2620 m.

## Publicación original
- Duellman, 1978 : Two new species of Eleutherodactylus (Anura: Leptodactylidae) from the Peruvian Andes. Transactions of the Kansas Academy of Science, vol. 81, n.º 1, p. 65-71.[5]